# Данильчук Олександр Юрійович
Олександр Юрійович Данильчук (нар. 17 жовтня 1959, с. Білка, Березнівський район, Рівненська область) — український політик.
Позапартійний; депутат Рівненської облради трьох скликань (з 2006 року).

## Біографія
Народився 17 жовтня 1959 року (с. Білка, Березнівський район, Рівненська область); українець; 

### Освіта
- Українська сільськогосподарська академія (1980–1986), інженер лісового господарства;
- Інститут післядипломної освіти Івано-Франківського національного технічного університету нафти і газу (2003), гірничий інженер.

### Кар'єра
- Серпень 1977 — вересень 1978 — тренер з класичної боротьби ДСТ «Колос», м. Березне.
- Вересень 1978 — листопад 1979 — слюсар-ремонтник Березнівського фарфорового заводу.
- Вересень 1980 — квітень 1986 — студент Української сільськогосподарської академії.
- Червень — вересень 1986 — майстер Боярського лісництва Київської області.
- Вересень 1986 — травень 1987 — майстер Новоставського лісництва Рівненської області.
- Травень 1987 — грудень 1990 — агроном Республіканського дослідно-показового господарства квіткових і декоративних культур.
- Січень — липень 1991 — головний спеціаліст Асоціації підприємств зеленого господарства і благоустрою «Барва», м. Київ.
- Липень 1991 — лютий 1992 — інженер ТОВ «Блок», м. Київ.
- Лютий 1992 — листопад 1993 — генеральний директор СП «Либідь», м. Київ.
- Грудень 1993 — листопад 1996 — директор СП «Натуралменте» і СП «Континенталь», м. Київ.
- Листопад 1996 — травень 1998 — директор ЗАТ «Інтергаз», м. Київ.
- Липень 2002 — червень 2003 — заступник генерального директора ДП «База МТЗ», ДП «Дніпро», м. Київ.
- Червень — жовтень 2003 — заступник комерційного директора ВАТ «Укрнафта».

## Політична діяльність
Народний депутат України 3-го скликання з березня 1998 до квітня 2002, виборчій округ № 156, Рівненська область. На час виборів: президент ТОВ «Укргазсервіс». Член фракції НДП (квітень — листопад 1998), позафракційний (листопад 1998 — лютий 1999), член групи «Відродження регіонів» (лютий 1999 — квітень 2001), член фракції Партії «Демократичний союз» (з квітня 2001). Член Комітету з питань законодавчого забезпечення правоохоронної діяльності та боротьби з організованою злочинністю і корупцією (липень 1998 — лютий 2000), член Комітету з питань законодавчого забезпечення правоохоронної діяльності (з лютого 2000).
- Вересень — грудень 2003 — заступник Міністра оборони України[2][3].
- Грудень 2004 — квітень 2006 — директор з зовнішньоекономічних питань ТОВ «Т-Транс», м. Київ.
- Квітень 2006 — листопад 2010 — голова Рівненської облради.
- У листопаді 2010 року обраний депутатом Рівненської обласної ради шостого скликання по одномандатному виборчому округу № 1 (Березнівський район) від Всеукраїнського об'єднання «Батьківщина».
- З квітня 2014 — обраний першим заступником голови Рівненської обласної ради шостого скликання.
- З жовтня 2015 — депутат Рівненської обласної ради сьомого скликання. Обраний по виборчому округу № 1 від партії БПП «Солідарність».
- 15 лютого 2018 — 2 грудня 2020 року — голова Рівненської обласної ради.

## Сім'я
- Батько Данильчук Юрій Адамович;
- мати Захарчук Ульяна Федорівна (1932–2007);
- дружина Галина Іванівна (1969) — економіст, комерційний директор ТОВ «Долото»;
- син Дмитро (1985);
- дочка Яна (1987);
- син Микита (1997).

## Інше
Володіє англійською мовою.
Майстер спорту СРСР із греко-римської боротьби.
Захоплення: спорт, полювання.